# Vibrationsanalyse
Vibrationsanalyse oder auch Schwingungsanalyse ist eine Untersuchungsmethode drehender Teile auf Fehler wie Unwuchten oder defekte Lager.
Die Vibrationsanalyse ist ein Element der vorausschauenden Instandhaltung.

## Technik
Bei der Vibrationsanalyse werden die Schwingungen von drehenden Teilen (z. B. Walzen) aufgezeichnet und analysiert.
Anhand der Schwingungsmuster sowie der Schwingungsamplituden lassen sich Rückschlüsse auf den Zustand der drehenden Teile sowie der Lager ziehen. Hierdurch lassen sich notwendige Reparaturen im Vorfeld erkennen und vor Ausfall der Maschine durchführen. Dadurch können Stillstandszeiten reduziert bzw. in produktionsfreie Zeiten verlagert werden.